# Alvaro Dias
Alvaro Fernandes Dias (Quatá, 7 de dezembro de 1944) é um historiador, professor e político brasileiro. Filiado ao Podemos (PODE), já exerceu o cargo de governador do Paraná, senador, deputado federal, deputado estadual e vereador de Londrina.
É autor do projeto que propõe o fim do foro especial por prerrogativa de função, conhecido como foro privilegiado, que tramita atualmente na Câmara dos Deputados, autor da Proposta de Emenda Constitucional (PEC s/n/2017), para legitimar a prisão após condenação em segunda instância, PEC para redução do número de Deputados e Senadores, Fim do Voto Obrigatório no Brasil e em 2005 presidiu a CPI da Terra, que analisou os conflitos fundiários no país. Foi candidato à presidência da República nas eleições de 2018. Concorreu à presidência, logrando a nona colocação, com 0,8% dos votos válidos.

## Biografia
Filho de paulistas católicos que ajudaram a colonizar o norte do estado do Paraná, seu pai foi Silvino Fernandes Dias, um agricultor de origem portuguesa, e sua mãe Helena Fregadolli (Helena Fegaduoli), dona de casa. Alvaro também descende de imigrantes italianos, sendo neto materno de Federigo Fegaduoli e de Luigia Ferrari, e bisneto do italiano Lorenzo Fegaduoli.
Seu pai Silvino (17 de fevereiro de 1911 - 29 de junho de 2006), cidadão benemérito de Maringá, era natural de Guaratinguetá, estado de São Paulo. Em Quatá Silvino casou-se com Helena e juntos ali tiveram nove dos dez filhos. Na véspera da Segunda Guerra Mundial, Silvino viajou de jardineira do interior paulista, para a cidade paranaense de Londrina. De Londrina, viajou cerca de cem quilômetros a cavalo, por um caminho rústico na mata virgem, até o povoado de Lovat, que viria a se transformar futuramente na cidade de Mandaguari. Neste povoado, no escritório da Companhia de Terras do Norte do Paraná, empresa de ingleses que colonizavam a região, Silvino escolheu e adquiriu em 1938 uma gleba de cem alqueires, ainda de mata virgem, que escolheu por dispor de bastante água e por estar próxima ao traçado da ferrovia que ele já sabia por onde iria passar. A fazenda foi batizada com o nome de Diamante (Fazenda Diamante) e teve em seus primórdios o café como principal cultura. Somente em 1954 a família mudou-se definitivamente para a fazenda em Maringá, que havia formado em 1938.
Alvaro nasceu no município de Quatá, no interior de São Paulo, e foi criado em Maringá, onde foi radialista. Entretanto, foi em Londrina que formou-se em História em 1967, pela Faculdade de Filosofia, Ciências e Letras de Londrina, atual Universidade Estadual de Londrina.
Alvaro é irmão do político Osmar Dias e do empresário Orlando Dias, além de irmão de Sílvio, Ademar, José, Hélio, Paulo, Bento e Terezinha. É casado com Débora Amaral de Almeida Fernandes Dias. Tem quatro filhos:Raphaela, Carolina, Alvaro e Raíssa

## Carreira política
Iniciou sua carreira política elegendo-se vereador de Londrina em 1968 pelo Movimento Democrático Brasileiro (MDB), exercendo o mandato até 1971.
Nas eleições de 1970, concorreu ao cargo de deputado estadual, tendo sido eleito e exercendo o cargo até 1974.
Nas eleições de 1974, foi eleito deputado federal com 175 434 votos. Assumiu a cadeira em 1975, sendo reeleito nas eleições de 1978 com 127 903 votos, a maior votação em toda a história de seu estado. Durante sua legislatura, teve seu nome incluído em diversas listas de cassação elaboradas pelo regime militar, em virtude de sua postura radicalmente oposicionista ao governo federal. Em seu segundo mandato, iniciado em 1979, tornou-se um dos vice-líderes do MDB na Câmara, destacando-se ainda por seus veementes discursos denunciando a existência de corrupção no governo militar. Com a extinção do bipartidarismo em 29 de novembro de 1979 e a conseqüente reformulação partidária, filiou-se ao Partido do Movimento Democrático Brasileiro (PMDB).
Em 1982, foi eleito senador pelo PMDB, com 1 668 495 votos, ao derrotar o ex-governador paranaense Nei Braga, candidato do Partido Democrático Social (PDS), num contexto de ascensão das forças oposicionistas ao governo federal. Tomou posse em seu mandato de senador em fevereiro de 1983, tendo sido presidente da Comissão de Educação e Cultura, da Comissão Parlamentar de Inquérito (CPI), encarregada de investigar atos de terrorismo, além de suplente das comissões de Legislação Social e de Relações Exteriores. Nesse período, exerceu a presidência do diretório regional do PMDB paranaense e concentrou sua atuação no movimento pela redemocratização do país, participando ativamente da campanha das diretas para a presidência da República.
Em 1984, foi organizador do primeiro grande comício realizado em Curitiba pelas Diretas Já, contrariando a opinião de setores moderados do partido que relutavam em levar a campanha às ruas, que ocorreu em 12 de janeiro de 1984, com palanque montado na praça Osório na região da Boca Maldita, no centro de Curitiba.
Em 1986, foi eleito governador do Paraná com 2 347 795 votos, na legenda do PMDB, derrotando o candidato da Frente Popular de Oposições, o ex-deputado federal Alencar Furtado, que concorreu na legenda do Partido Municipalista Brasileiro (PMB), apoiado pelo Partido da Frente Liberal (PFL) e pelo Partido Democrático Trabalhista (PDT), legenda do candidato a vice-governador, o ex-prefeito de Curitiba Jaime Lerner. Nessas eleições, o PMDB elegeu os governadores de todos os estados, com exceção de Sergipe.
Como governador, promoveu uma profunda reforma administrativa, que incluiu enxugamento do estado, cortes de privilégios e combate à corrupção, o que contribuiu para que a sua gestão fosse marcada por altos índices de aprovação. Em seu segundo ano de governo, Alvaro alcançou a marca de 90% de aprovação, segundo o Ibope Ao final do mandato, conforme noticiou o jornalista Joelmir Beting, do Jornal Nacional, Dias entregou um Paraná que foi o único estado do país que encerrou o ano de 1991 não só sem déficit econômico, mas com superávit acima de 6 bilhões de cruzeiros
Em 1989, disputou (com Ulysses Guimarães, Waldir Pires e Iris Rezende) e perdeu as prévias para ser o candidato do PMDB à presidência da República. No mesmo ano, desfiliou-se do PMDB e se juntou ao PST. Após a extinção deste, se filiou, em 1994, ao PP e perdeu as eleições para o governo do estado, obtendo 1.455.648 votos (cerca de 38,55%), contra para Jaime Lerner, que obteve 2.070.970 votos (54,85%). No mesmo ano, filiou-se ao PSDB.
Em 1998, elegeu-se senador da República pela segunda vez – a primeira desde a redemocratização – com 2.532.010 votos.
Em 2002, foi expulso do PSDB, junto com seu irmão Osmar Dias, por assinar requerimento de abertura pela CPI da Corrupção durante o governo do ex-presidente Fernando Henrique Cardoso, e se filiou ao PDT.
No mesmo ano, foi derrotado nas eleições para governador do Paraná, perdendo no segundo turno para Roberto Requião. Após menos de dois anos no PDT, retornou ao PSDB em 2003.
Foi reeleito ao cargo de senador em 2006, com 2 572 481 votos, 50,5 por cento do votos válidos, tendo como primeiro suplente Wilson Matos. Em 2010, foi apontado pelo PSDB para ser candidato a vice-presidente na chapa de José Serra, porém foi rejeitado pelos outros partidos da coalizão. Foi líder do PSDB no Senado Federal de fevereiro de 2011 a janeiro de 2013.
Nas eleições 2014, Alvaro Dias foi reeleito para o terceiro mandato consecutivo como senador da República com 4 101 848 votos, 77 por cento dos votos válidos, tendo como primeiro suplente Joel Malucelli. No segundo semestre de 2015, Alvaro Dias desfiliou-se do PSDB, partido onde permaneceu por mais de dez anos, para entrar no PV, assim almejando concorrer para presidente nas eleições de 2018.

### Candidato à presidência em 2018
Em julho de 2017, anunciou sua saída do partido e filiou-se ao Podemos (PODE). Em discurso, Alvaro Dias apontou a urgência para mudança na cultura política do país e criticou a "herança maldita de governantes corruptos e incompetentes". "O povo brasileiro exige mudanças, mas esses ventos ainda não chegaram à política", disse o senador, que encerrou seu discurso bastante emocionado. Lançou pré-candidatura para disputar as eleições à presidência da República em 23 de março de 2018. No dia 3 de agosto de 2018, Alvaro foi oficializado como candidato à presidência pelo partido. Teve como candidato à vice-presidente o ex-presidente do Banco Nacional de Desenvolvimento Econômico e Social (BNDES), Paulo Rabello de Castro, do PSC.
Candidato à presidência do país, em 2018, Alvaro Dias prometia “refundar” a República e romper com o modelo político, que ele classificava como um balcão de negócios. A proposta se resumia em um conjunto de reformas que começaria pela reforma de Estado necessária para acabar com a velha política, substituindo o sistema de governança, marcado pela incompetência e corrupção, por um novo sistema baseado em um pacto social com a população para renovar a política do país. Entre os candidatos a Presidência, foi um dos políticos com os menores índices de rejeição.

### Eleições 2022
Em 2022, se candidatou a reeleição no senado, onde enfrentou uma campanha polarizada entre ele e o ex-juíz e ex-ministro da justiça Sérgio Moro, que inclusive, naquela mesma eleição, quase se lançou candidato a presidência com o apoio de Álvaro. As últimas pesquisas assinalavam vitória do senador ou empate técnico entre ele e Moro. No fim, Álvaro Dias encerrou a campanha em 3° lugar, com 1.396.089 votos (23,94%), atrás de Moro e de Paulo Martins, que tinha o apoio do presidente Jair Bolsonaro.

## Atuação como governador

### Reforma administrativa
Quando assumiu o governo do Paraná, o estado estava com um enorme déficit público. Logo após tomar posse, empreendeu uma profunda reforma administrativa no estado, que redundou na redução para 50 por cento da parcela do orçamento estadual gasta com pagamento do funcionalismo público e iniciou medidas de impacto contra privilégios e a corrupção, como a demissão de “funcionários fantasmas”, cancelamento de gratificações irregulares e invalidou aposentadorias e nomeações feitas por governos anteriores.  Em conseqüência dessas medidas, chegou a receber ameaças de morte no início de seu governo. Com as medidas de saneamento financeiro e coragem para cobrar grandes devedores, o então governador chegou ao final do seu mandato com um saldo de grandes realizações e as contas rigorosamente em ordem . Em 1991, o Paraná foi o único estado brasileiro que conseguiu fechar o ano sem déficit, mas com superávit acima de 6 bilhões de cruzeiros.

### Infraestrutura e obras
Quando governador, construiu 3 600 km de rodovias por todo o Estado e um grande número de pontes, com destaque para o complexo de pontes de Doutor Camargo.  Construiu ⅔ da Ferroeste, possibilitando o escoamento da produção paranaense.  Criou o PEDU, o maior programa de desenvolvimento urbano da América Latina, investindo U$ 200 milhões para entregar 1668 obras em 299 municípios, que depois tornou-se o programa Paraná Urbano.

### Emprego e renda
Criou o programa Paraná Rural, que incorporou ao processo produtivo 78 134 hectares e foi adotado em diversos países; e criou o Programa de Irrigação e Drenagem das microbacias do estado, que beneficiou 10 mil produtoras de arroz, olerícolas e pastagens.

### Segurança pública
Na segurança pública, investiu na força policial do estado, com a aquisição de novos veículos, armas e sistemas informatizados, além de novos quartéis e delegacias.  Em seu período como governador, o Paraná estava entre os estados com menores índices de violência no país.
Investimento em educação
Na educação, com saldo da reforma administrativa, investiu na criação de duas universidades públicas estaduais no oeste e centro-oeste do Paraná, a Unioeste e a Unicentro. Com a criação do projeto Gralha Azul, construiu 156 creches, beneficiando 24 mil crianças, e mais 500 centros de convivência

### Combate à corrupção
Na luta contra a corrupção no governo, tomou medidas como a demissão de “funcionários fantasmas” e o cancelamento de gratificações irregulares, entrando em conflito com o Judiciário paranaense ao invalidar as aposentadorias e nomeações feitas por governos anteriores para o Tribunal de Contas do estado.  Rompeu um contrato superfaturado das obras da Usina do Segredo, que economizou quase U$ 100 milhões aos cofres públicos do Paraná, chegando a ser considerado pela imprensa da época como “um exemplo de zelo com o dinheiro público”.

## Atuação como parlamentar
Resumo dos principais projetos, propostas e votações enquanto Senador.

### Projetos contra a corrupção
- É autor[67] da Proposta de Emenda Constitucional (PEC 10/2013) que pede o fim do foro privilegiado,[68] legislação apoiada pela sociedade civil,[69] associações de juízes e promotores[70] e membros do STF.[71]
- Autor da Proposta de Emenda Constitucional (PEC s/n/2017), para legitimar na constituição a prisão após condenação em segunda instância.[5]
- Autor da Proposta de Emenda Constitucional (PEC 25/2000) para que a nomeação de membros das Cortes de Contas dos Estados, do Distrito Federal e dos Municípios seja através de concurso público.[72]
- Autor da Proposta de Emenda Constitucional (PEC 7/2014) para estabelecer que a nomeação no cargo de Ministro do Tribunal de Contas da União seja somente mediante concurso público de provas e títulos.[73]
- Relator do Projeto de Lei (PLS 204/2011), que inclui a corrupção ativa e passiva como crime hediondo.[74]
- Relator da indicação de Edson Fachin ao Supremo Tribunal federal (STF), que atualmente é o relator da Operação Lava Jato.[75]
- Autor de requerimento que solicitou auditoria da dívida Pública, que consome mais de 1 trilhão ao ano.[76]
- Autor de requerimento que exige transparência nos empréstimos internacionais do BNDES.[76]
- Presidente da CPI do Futebol, que resultou no Estatuto do Torcedor e na Lei de Responsabilidade Social do Desporto.[77]
- Presidente da CPMI dos Correios, que revelou o Escândalo do Mensalão e resultou no pedido de impeachment ao então Presidente Lula.[78]
- Presidiu em 2005 a da CPI da Terra, que analisou os conflitos fundiários no país.[8]

### Educação e professores
- Como deputado federal, foi autor da PEC que instituiu a aposentadoria especial do professor.[79]
- Autor do Projeto de Lei do salário-educação,[80] que aumentou em 120 por cento os recursos destinados aos municípios brasileiros.[3]Alvaro Autor da PEC de Contas
- Autor do Projeto de Lei (PLS 489/2017), que destina remuneração acima do teto para o Fundo Nacional da Educação /FNDE.[81]
- Relator do Plano Nacional de Educação (PNE), aprovado em 2013, com metas como de até 2024 universalizar a educação básica para crianças.[82]

### Segurança pública
- Autor do Projeto de Lei (PLS 134/2006), que proíbe o presidente de reduzir investimentos em segurança pública.[83]
- Co-autor da Proposta de Emenda Constitucional (PEC 21/2013), para reduzir a maioridade penal de 18 para 15 anos.[84]
- Autor do Projeto de Lei (PLS 310/1999), para aumentar o tempo de permanência na cadeia para quem comete crime.[85]
- Autor do Projeto de Lei (PLS 140/2006), para estender o benefício de redução de pena para presos que contribuem em investigações policiais ou processos criminais.[86]

### Democracia e participação
- Alvaro Dias é coautor da Proposta de Emenda Constitucional (PEC 21/2015), que institui os mecanismos de democracia direta de Direito de Revogação, que permite ao povo cassar mandatos de políticos que não atendam o desejo da população, e o Veto Popular, por meio do qual a população pode vetar uma lei já aprovada pelo congresso.[87]
- E autor da Proposta de Emenda Constitucional (PEC11/2015), que propõe a adoção do voto facultativo no Brasil.[7]

### Votações no Senado

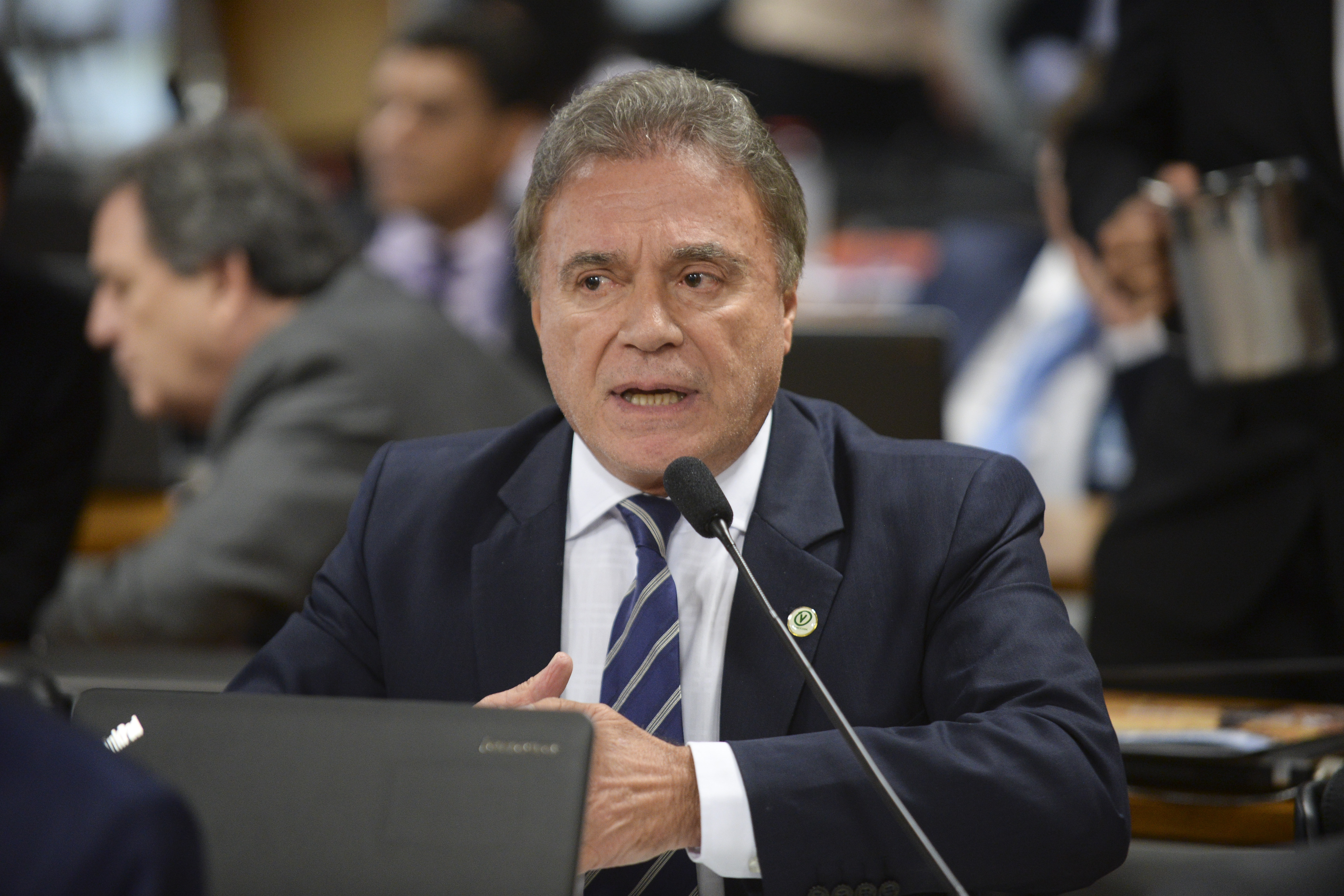
Durante o processo de impeachment da ex presidente Dilma, Alvaro Dias, que votou favoravelmente ao afastamento da ex presidente, pediu também o impeachment de Michel Temer e de Eduardo Cunha.

Em agosto de 2016, votou a favor do processo de impeachment de Dilma Rousseff. Dias afirmou que há pressupostos político e jurídico para o afastamento, e este também seria o desejo da população. Posteriormente afirmou também ser favorável ao impeachment do então vice-presidente Michel Temer, e assim justificou sua decisão:
“O Tribunal de Contas da União já reconheceu que houve esse ato do vice-presidente, quando estava interinamente no cargo, em 2014. Agora pedi que o TCU avalie o mesmo em relação a dois decretos assinados por Temer em maio e junho deste ano”.
Em dezembro de 2016, votou a favor da PEC do Teto dos Gastos Públicos. Em julho de 2017 votou contra a reforma trabalhista.
Em outubro de 2017, votou contra a manutenção do mandato do senador Aécio Neves, mostrando-se favorável a decisão da Primeira Turma do Supremo Tribunal Federal no processo do qual Aécio é acusado de corrupção e obstrução da justiça por solicitar dois milhões de reais ao empresário Joesley Batista.

## Posicionamentos

### Impunidade e corrupção
Em 2013, se posicionou contra a Proposta de Emenda à Constituição (PEC) 37/2011, conhecida por PEC 37, que pretendia retirar do Ministério Público e de outros órgãos o poder investigatório, concedendo exclusividade às Polícias Federal e Civil. A PEC foi considerada pela sociedade civil um retrocesso no combate a corrupção, sendo inclusive uma das pautas dos Protestos no Brasil em 2013.
Em 2016, se posicionou contrário à anistia ao caixa 2, o que chamou de "malandragem" e "escárnio". Em pronunciamento lamentou as articulações políticas para anistiar quem se beneficiou de caixa dois eleitoral. Essa manobra, segundo o senador, vem ocorrendo durante a análise do pacote de combate à corrupção, proposto pelo Ministério Público. Alvaro Dias também lembrou que o Código Eleitoral tipifica a prática de caixa dois, o que derruba a tese dos que não o consideram um crime. Além disso, afirmou que, para haver anistia, é preciso que isso esteja previsto na legislação.
Em outubro de 2017, em entrevista ao programa de televisão Mariana Godoy, afirmou: “Os ladrões do dinheiro público são assassinos. Todos têm que ir para a cadeia”. Em 22 de março de 2018, defendeu a prisão em segunda instância, entendimento vigente do Supremo Tribunal Federal, desde 2016. A prisão em segunda instância é vista por procuradores e juízes como um combate à impunidade. Álvaro Dias ainda apresentou em 2017 uma proposta para tornar o entendimento um projeto de lei.
Em maio de 2018, afirmou em um evento que "o Brasil hoje não está dividido entre esquerda e direita, está dividido entre os honestos e os ladrões da República que assaltaram o país". Dias disse que a administração pública do País foi desarrumada por incompetentes e corruptos. "Nossa missão é arrumar o Brasil. Vamos buscar coesão e unidade." Alvaro Dias ainda defendeu que as reformas do sistema federativo e tributária serão as prioritárias em um eventual governo de seu partido à frente do País.
"Só tem autoridade para questionar privilégios quem abriu mão dos seus" , se referindo ao seu exemplo de abrir mão há mais de dez anos da verba indenizatória e do auxílio-moradia de senador, além de uma aposentadoria de ex-governador que soma mais de R$ 10 milhões em 26 anos”.

### Economia
No seu plano de governo de 2018, defendia que o crescimento da economia fosse impulsionado pelos cidadãos tendo como principal base um mercado livre e competitivo. Ele defendeu também a liberação de créditos e uma reforma tributária sob a justificativa de retomar a economia do país.
Alvaro Dias concordava com a privatização de estatais, com exceção da Caixa Econômica Federal, Banco do Brasil e a Petrobras. Ele, no entanto, defendia a privatização das subsidiárias da Petrobrás sem sua completa privatização. Ele classificou essas três empresas como "instituições, mais do que empresas estatais". Ele disse que seria necessário iniciar um programa de revitalização e depois a venda das 146 empresas estatais. Ele criticou a máquina pública, alegando ser muito grande.
É a favor de uma reforma na Previdência, mas argumenta que, antes, o governo precisará promover um grande esforço de transparência sobre o déficit e os custos do sistema. Defende o Bolsa Família e promete mantê-lo. A questão é que defende que este inclua uma “porta de saída”, incorporando capacitação profissional à transferência de renda. Defende a flexibilização das relações entre patrões e empregados, apesar de ter votado contra o projeto do governo em 2017. Pretende vetar o trabalho de mulheres em condições insalubres e “deixar mais claras” as regras sobre terceirização e trabalho intermitente.

### Segurança Pública
No que diz respeito ao porte de arma, Alvaro Dias propôs que o Congresso Nacional deveria ter seguido o referendo de 2005, quando houve um plebiscito sobre o porte de arma de fogo no país. Porém, defendeu que houvesse rigorosos critérios para atestar a capacidade do cidadão de ter porte de arma no país.
No campo da violência, o candidato à presidência defendeu o investimento em inteligência, informação e Integração para combater o crime, investindo também nas fronteiras para que não entre armas e drogas no país. Defendia também o investimento na primeira infância, uma boa alimentação e saúde para as crianças. Afirmou também defender o uso de armamento pesado por parte das forças policiais.
Em junho de 2019, votou contra o Decreto das Armas do governo, que flexibilizava porte e posse para o cidadão.

### Educação
No tocante às propostas do candidato à educação, assinou um termo de compromisso de iniciativa da Rede Nacional Primeira Infância, se comprometendo a criar quatro milhões de vagas em creches no pais, tanto em rede pública quanto na rede privada. Promete também cem porcento de alunos no Ensino Integral até 2022.

## Prêmios e honrarias
Em 2006, foi escolhido pela população como o melhor senador do País, através de votação online no site Congresso em Foco.. Em julho de 2007, recebeu em San Diego, na Califórnia, o diploma de Doutor honoris causa em Administração Governamental (Doctor of Government Administration) pela Southern States University.[carece de fontes?] Nos anos de 2008, 2009, 2010, 2012, 2015 e 2017, também foi também reconhecido como um dos melhores senadores do país pelo Prêmio Congresso em Foco. Em 2017, foi o único político que recebeu a medalha Ordem do Mérito Militar, a mais importante condecoração do Exército. Na ocasião, também foram homenageados o juiz federal Sergio Moro, o relator da Operação Lava Jato no Supremo Tribunal Federal (STF) Edson Fachin e o apresentador Luciano Huck.

## Controvérsias

### Violência contra professores
No dia 30 de agosto de 1988, a Polícia Militar do Estado do Paraná entrou em confronto com professores que se manifestavam pelos seus direitos, em ato realizado na capital do estado. A greve dos professores, que motivava o ato, àquela altura, já durava quinze dias. A ação foi marcada pela truculência dos policiais, que se utilizaram de bombas de efeito moral, cavalos e cães contra os manifestantes. Conforme a apuração do repórter Jônatas Dias Lima, da Gazeta do Povo, "A repressão deixou dez pessoas feridas e resultou na prisão de cinco manifestantes". Segundo a publicação, a Associação de Professores do Paraná dedicou os anos seguintes a fazer os registros do evento, disponibilizando grande parte no youtube, como o vídeo "30 Anos do 30 de Agosto de 1988", com filmagens da repressão policial.
O ex-governador negou que tenha havido truculência, afirmando que a ação foi utilizada para fins políticos. Dois dias depois da ação, o governo do estado publicou um anúncio de página inteira destacando que havia diversos pontos que poderiam ter sido distorcidos por interesses pessoais ou partidários. Em 2018, durante uma entrevista à rádio Jovem Pan, quando questionado sobre o assunto pelo historiador e professor Marco Antonio Villa, o ex-governador chamou o episódio de “fake news”, “mentira” e “factoide”. Villa mencionou que a data é lembrada anualmente pela Associação dos Professores do Paraná. Dias argumentou que a data só é histórica para a APP, sindicado que, segundo ele, seria um "aparelho do PT".

### Apreensão de exemplares de jornal
Em 2002, a pedido de Alvaro Dias, então candidato ao governo do estado do Paraná pelo PDT, a Justiça Eleitoral paranaense mandou recolher todos os exemplares do jornal Hora H da edição de 15 de agosto. Naquela edição, o periódico reproduzia declarações à Justiça Federal, de um ex-secretário da Fazenda da cidade de Maringá, afirmando que o ex-prefeito da cidade Jairo Gianotto havia pago despesas da campanha da candidatura de Alvaro ao senado em 1998 com recursos desviados dos cofres públicos da prefeitura. Segundo o depoimento, que fazia parte das investigações do Procuradoria de Defesa do Patrimônio Público de Maringá, o prefeito também havia deixado um avião à disposição do candidato, um jatinho do doleiro Alberto Youssef, que teria sido usado durante a campanha. Os advogados de Dias argumentaram que a matéria veiculada pelo jornal era "ofensiva à honra do senador", e as informações haviam sido distorcidas. Segundo a direção do jornal, o material veiculado "era uma oportunidade de os candidatos se desnudarem e se mostrarem por inteiro, sem o artifício da maquiagem". O Tribunal Regional Eleitoral concedeu direito de resposta a Alvaro Dias, no horário de propaganda eleitoral. O PMDB emitiu uma nota de repúdio à decisão de apreender os exemplares do jornal, afirmando que a iniciativa trazia de volta ao Paraná a censura prévia que havia no período da ditadura militar, e contrariando os princípios partidários do próprio PDT, então o partido de Álvaro Dias, destacando ainda que a decisão era "um atentado ao estado de direito, tão bravamente defendido pelo presidente nacional do PDT, Leonel Brizola".

### Acusação de desvios de cota de passagens aéreas
Em 2009, foi noticiado que Alvaro Dias era um entre ao menos quatro senadores que utilizaram a cota de passagens aéreas pagas pelo Senado para propiciar viagens ao exterior para parentes e amigos. Dias havia autorizado a emissão do maior número de passagens internacionais entre os senadores identificados à época, 8, para destinos no Uruguai e Argentina. Em resposta, Alvaro apresentou à imprensa que destinou duas das três passagens para dois padres que teriam que fazer um curso do Pequeno Cotolengo de Curitiba em Buenos Aires.

### Aposentadoria como ex-governador
Em 2011, Dias requereu os valores retroativos da aposentadoria de ex-governador referentes ao período em que exerceu o cargo, entre 1987 e 1991, aos quais havia renunciado. O valor de cerca de R$ 1,6 milhão, segundo ele, iria para instituições de caridade. Segundo afirmou depois, desistiu do pedido ao ver a repercussão negativa do fato.

### Atuação em campanha eleitoral
Em maio de 2012, o cineasta Fernando Meirelles narrou em entrevista a Revista Piauí sua experiência negativa ao atuar na política, quando em 1986, produziriam entre outras campanhas a de Álvaro Dias, do PMDB, ao governo do Paraná. Ao descrever o fato, destaca a atuação negativa do coordenador de campanha, como detalha: 
Ficamos chocados com o nível de baixaria, a começar pelos pagamentos, que eram feitos em dinheiro vivo, sem nota fiscal. […] Uma vez, o coordenador da campanha simulou a invasão de seu próprio escritório e pediu que gravássemos, denunciando, como se fosse uma invasão feita pelo candidato concorrente. Foi a gota d’água. Nossa equipe se recusou a fazê-lo e criou um impasse. Num clima péssimo, terminamos o contrato. É preciso ter estômago de avestruz e um caráter muito flexível para lidar com políticos. […] Decidimos nunca mais fazer política na vida.
 A promessa só foi quebrada em 2010, quando Meirelles se engajou na campanha de Marina Silva, do PV, para a Presidência. No segundo turno, sem fazer alarde, votou no tucano José Serra.

### Palestra na Unicentro
Em 4 de abril de 2014, Dias proferiu uma palestra na Unicentro, universidade com sede em Guarapuava, cujo tema era "Ética na Vida Pública". Ao fim da palestra,  alunos da universidade iniciaram um protesto contra a comitiva do senador, que precisou deixar às pressas o prédio da universidade. A manifestação foi em protesto por um ato de Dias em agosto de 1988, então governador do Paraná, que determinou que o Batalhão de Choque e Cavalaria da PM fosse utilizado para dispersar professores em greve, que protestavam em frente à sede do governo do estado. Desde então, o fato vinha sendo lembrado anualmente por profissionais da educação, com eventos para relembrar o que eles chamaram de "massacre" atribuído ao governador. Dez dias depois, a Câmara Municipal de Guarapuava aprovou uma moção de repúdio pela forma como foram conduzidas as manifestações, afirmando que "...a universidade é um local onde deve prevalecer o debate de ideias em alto nível, a livre expressão de quem quer que seja, independente de política partidária. A democracia não se constrói nem amadurece com gritos exaltados de uma parte e silêncio de outra, mas da discussão entre as partes para crescimento conjunto, seja pelo consenso ou pela oposição."

## Obras publicadas
- A História pede passagem (1977).[131]
- Mudar é preciso (1983).[132]
- Paraná: tragédia das enchentes e o pacote enrolado (1983).[133]
- Como fica o povo? (1983).[134]
- Contra a política da fome (1984).[135]
- Diretrizes para as mudanças na agricultura e no meio ambiente (1984).[136]
- Sercomtel uma luta municipalista (1984).[137]
- O Paraná e a desconcentração industrial (1985).[138]
- Em Defesa do município (1987).[139]
- Uma excelente opção para o arraçoamento animal (1987).[140]
- Alvaro Dias: Atuação Parlamentar (1999).[141]
- Em Defesa da agroindústria (1999).[142]
- O Caminho se faz ao caminhar (1999).[143]
- Proposta de Redução do Legislativo (1999).[144]
- Um Senador que não se Curva (2001).[145]
- CPI do futebol: um gol de placa (2005).[146]
- Manual de captação de recursos federais para municípios (2005).[147]
- Paixão nacional revisitada: da CPI do futebol aos dias atuais (2011).[148]
- Pedras de um Mosaico (s/d).[149]
- Na defesa da Petrobras, No ataque à corrupção (2016).[150]
- Os 10 mil dias de combate à corrupção (2017).[151]
- Plano Nacional de Educação: poderia ser um salto de qualidade na educação do Brasil.[152]
- Atuando em favor do Brasil e do Paraná.[153]